# The People Garden
Pour plus de détails, voir Fiche technique et Distribution.
The People Garden est un film canado-japonais réalisé par Nadia Litz, sorti en 2016 aux États-Unis. Il met en vedette Dree Hemingway, Pamela Anderson, Jai West et François Arnaud.

## Synopsis
Sweetpea se rend au Japon pour rompre avec son petit ami rocker. Pendant son séjour, elle découvre qu'il a disparu pendant le tournage d'un clip vidéo dans la forêt d'Aokigahara, un lieu populairement utilisé comme site de suicide.

## Fiche technique
- Titre : The People Garden
- Réalisation : Nadia Litz
- Scénario : Nadia Litz
- Production : Scythia Films, Aiken Heart Films, JoBro Productions & Film Finance, Nortario Films, Vigilante Productions
- Société de distribution :
- Pays d'origine :  Canada,  Japon
- Langue : anglais
- Genre : drame
- Format :
- Durée : 80 minutes
- Dates de sortie :  États-Unis : 12 septembre 2016
- Classification : tout public

## Distribution
- Dree Hemingway : lui-même
- Pamela Anderson : Fish
- Jai West : elle-même
- François Arnaud : Chris

## Critiques
Le film reçoit d'excellentes critiques,,.